# Ludovico Geymonat
Ludovico Geymonat (Torino, 11 maggio 1908 – Rho, 29 novembre 1991) è stato un filosofo, matematico, storico della filosofia, epistemologo e traduttore italiano tra i più importanti del Novecento.

## Biografia
Nacque a Torino da Giovanni Battista, un geometra liberale e antifascista di origini valdesi, e da Teresa Scarfiotti, una donna cattolica molto devota. Frequentò la scuola privata del Divin Cuore e poi l'Istituto Sociale, un liceo classico torinese gestito dai gesuiti, dal quale fu espulso l'ultimo anno di corso a causa di un tema su Giovanna d'Arco non in linea con l'ortodossia cattolica e così conseguì la maturità nel Liceo classico Cavour nel 1926.
Si laureò all'Università degli Studi di Torino in filosofia nel 1930 con la tesi Il problema della conoscenza nel positivismo, discussa con il professor Annibale Pastore, e in matematica nel 1932, discutendo con Guido Fubini la tesi Sul teorema di Picard per le funzioni trascendenti intere. La sua scelta di unire, nella sua ricerca, filosofia e scienza, tenute separate in Italia dall'imperante cultura idealistica del tempo, quella gentiliana che, con la sua riforma della scuola, aveva privilegiato la cultura umanistica, e quella crociana, con la sua concezione svalutativa della scienza, creatrice, ad avviso del filosofo napoletano, di pseudoconcetti, mostra l'apertura europea delle prospettive di ricerca intravista allora da Geymonat e la sua estraneità al provincialismo culturale italiano.
Un rifiuto che egli estese anche alla politica del regime allora dominante.
Assistente di Analisi algebrica nell'Università di Torino ma avversario del fascismo, rifiutò l'iscrizione al partito fascista - cioè di prendere la cosiddetta tessera del pane - vedendosi così preclusa la possibilità di una carriera accademica o di insegnamento statale. Si avvicinò altresì al filosofo piemontese Piero Martinetti, non tanto per comunanza di prospettive filosofiche quanto per averlo riconosciuto un esempio di impegno civile e morale, essendo stato il Martinetti tra i pochissimi professori universitari a rifiutare il giuramento di fedeltà al Fascismo. Nel 1934 andò in Austria per approfondire la filosofia neo-positivista del Circolo di Vienna diretto da Moritz Schlick, lo stesso anno in cui pubblicava La nuova filosofia della natura in Germania: a quell'esperienza seguì lo scritto del 1935 Nuovi indirizzi della filosofia austriaca.
Nel 1938 sposò Virginia Lavagna, dalla quale ebbe cinque figli (tra cui Mario Geymonat, filologo e studioso di Virgilio, e Giuseppe Geymonat, matematico), e dal 1940, iscritto clandestinamente al Partito comunista, si guadagnò da vivere insegnando matematica nella scuola privata «Giacomo Leopardi» di Torino, dove Cesare Pavese insegnava italiano. Nel periodo della seconda guerra mondiale fu - insieme a Concetto Marchesi - uno degli esponenti del PCI che più si prodigarono nel trovare contatti con gli altri antifascisti per avviare un'azione comune contro l'Asse: tra i personaggi che Geymonat incontrò immediatamente dopo la caduta di Mussolini si ricordano Bergamini, Casati e Ivanoe Bonomi, ai quali ribadì la temporanea fine della pregiudiziale antimonarchica dei comunisti.
Dopo l'istituzione della Repubblica Sociale Italiana, fu partigiano in Piemonte - con il nome di battaglia Luca - nella 105ª Brigata Carlo Pisacane e, dopo la Liberazione, assessore comunista al Comune di Torino dal 1946 al 1949 quando, vinto il concorso a cattedra, Geymonat fu nominato professore straordinario di Filosofia teoretica all'Università degli Studi di Cagliari. Fu inoltre, per qualche anno, capo redattore del quotidiano l'Unità. Dal 1952 al 1956 fu ordinario di Storia della filosofia e docente, sulla prima cattedra istituita in Italia, di Filosofia della scienza all'Università degli Studi di Pavia. Dal 1956 al 1978 tenne lo stesso  insegnamento all'Università degli Studi di Milano, fino alla pensione.
Partecipò alla fondazione del Centro di studi metodologici di Torino. Nel 1963 iniziò a dirigere la collezione di classici della scienza della casa editrice Utet di Torino. Negli stessi anni fu direttore del comitato di redazione dell'Enciclopedia della scienza e della tecnica. Negli ultimi anni della sua vita, Geymonat lasciò il PCI (poiché, durante la crisi sino-sovietica, esso non si era dissociato dalla "scomunica" contro il Partito Comunista Cinese lanciata dall'URSS), si avvicinò a Democrazia Proletaria e aderì, infine, al Partito della Rifondazione Comunista. Morì a causa di una complicazione polmonare e dopo la scomparsa venne sepolto a Barge, in provincia di Cuneo.

## Il pensiero
Geymonat ebbe uno stile di pensiero razionalista ateo. La sua opera può essere inquadrata nel filone del neopositivismo (ebbe diversi contatti con il Circolo di Vienna), da lui rielaborato nell'ottica della tradizione marxista. Nell'evoluzione del suo pensiero si possono tracciare due fasi: nella prima egli approfondisce temi tipici del neopositivismo, mentre nella seconda si sforza di analizzare la realtà oggettiva ed a questo scopo utilizza concetti caratteristici del materialismo dialettico.
Interpretò la concezione della matematica di Galileo Galilei come strumento d'interpretazione della realtà. Rimarchevole pure il suo lavoro di alta divulgazione del pensiero scientifico. Il suo manuale di storia della filosofia per i licei fu adottato in modo diffuso. Approfondisce alcuni temi teorici come quello della causalità, della probabilità, del continuo, dell'intuizione, centrali nell'epistemologia. Politicamente fu vicino inizialmente al Partito Comunista Italiano, da cui si allontanò poi per aderire a Democrazia Proletaria e successivamente ai movimenti che diedero vita al Partito della Rifondazione Comunista. Nel corso di questo viaggio politico partecipò, l'11 febbraio 1987, alla Fondazione, a Roma, dell'Associazione Culturale Marxista e collaborò alla rivista Marxismo Oggi (editore Teti).
Come matematico egli ha compiuto alcune ricerche sul teorema di Picard e sul teorema di Carathéodory per le funzioni armoniche. Si occupò inoltre dei fondamenti della probabilità. Fu un costante promotore e divulgatore delle iniziative correlate alla filosofia della scienza, anche per quello che riguarda le scienze applicate.

### Il neoilluminismo
Nell'opera Saggi di filosofia neorazionalistica del 1953, Geymonat spiegò che un'indagine efficace della realtà, poteva essere svolta solamente tramite lo strumento della ragione non dogmatica. Per fare questo l'autore propose di scarnificare la razionalità di ogni verità e da ogni sistema di riferimento assoluti.
Il neoilluminismo, capeggiato da Nicola Abbagnano e coinvolgente numerosi altri intellettuali italiani, rappresentò per Geymonat il nuovo corso del razionalismo, che avrebbe dovuto accogliere i metodi e i risultati delle ultime ricerche scientifiche, perseguendo un duplice obiettivo: da un lato l'umanizzazione della scienza e una concretizzazione della filosofia, dall'altro l'utilizzo di un'impostazione storicistica al posto di quella metafisica, dove per storicistica Geymonat intese l'analisi, priva di pregiudizi e di preconcetti della storia e della struttura dei modelli scientifici.

### Lo scontro con Popper

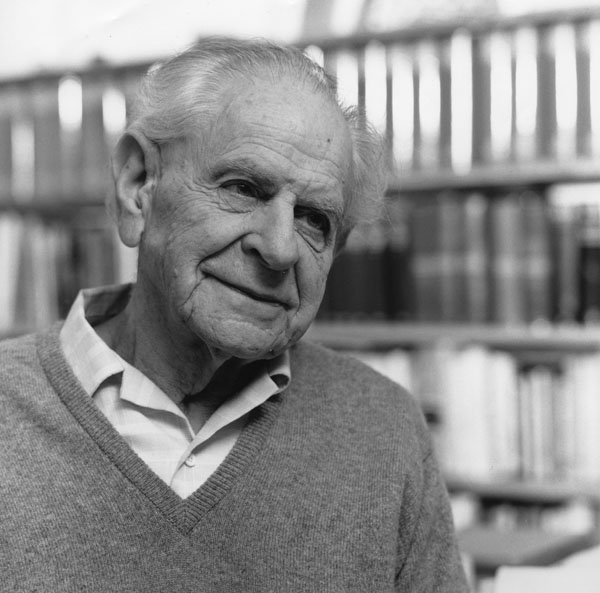
Karl Popper

Pur condividendo inizialmente l'anti-idealismo di Karl Popper, Geymonat sostenne nel 1983 sulla rivista sovietica Voprosy Filosofii che vi era la «più manifesta e totale incompatibilità» tra il proprio marxismo e l'epistemologia popperiana. Alle sue accuse di essere «il filosofo ufficiale dell'anticomunismo», reo di difendere i regimi liberali, Popper gli rispose:
(Karl Popper, da un messaggio inviato al convegno in onore di Geymonat a Milano del giugno 1985)
Si deve a Geymonat l'introduzione in Italia delle opere dei critici di Popper, come Thomas Kuhn.

## Allievi famosi
Tra i suoi molti allievi figurano studiosi di fama:
- Evandro Agazzi
- Enrico Bellone
- Mario Capanna
- Ettore Casari
- Domenico Costantini
- Maria Luisa Dalla Chiara
- Giulio Giorello
- Niccolò Guicciardini
- Corrado Mangione
- Fabio Minazzi
- Marco Mondadori
- Alberto Pasquinelli
- Mario Quaranta
- Franco Sirio
- Silvano Tagliagambe
- Salvatore Veca
- Mario Vegetti

## Opere
- Il problema della conoscenza nel positivismo. Saggio critico., Torino, Bocca, 1931,  p. 231.
- La nuova filosofia della natura in Germania, Torino, Bocca, 1934,  p. 111.
- Studi per un nuovo razionalismo, Torino, Chiantore, 1945,  p. 353.
- Saggi di filosofia neorazionalistica, Torino, Einaudi, 1953,  p. 176.
- Galileo Galilei, Collana Piccola Biblioteca Scientifica n.78, Torino, Einaudi, 1957.
- Filosofia e filosofia della scienza, Feltrinelli, Milano, 1960. ISBN 8807850540
- Filosofia e pedagogia nella storia della civiltà, con Renato Tisato, Garzanti, Milano, 1965, 3 voll. ISBN 8811043204
- Storia del pensiero filosofico e scientifico, Garzanti, Milano, 1970-72, 6 voll.
- Attualità del materialismo dialettico, con Enrico Bellone, Giulio Giorello e Silvano Tagliagambe, Editori Riuniti, Roma, 1974. ISBN 8835906261
- Scienza e realismo, Feltrinelli, Milano, 1977. ISBN 8807650177
- Paradossi e rivoluzioni. Intervista su scienza e politica, a cura di Giulio Giorello e Marco Mondadori, Il Saggiatore, Milano 1979.
- Filosofia della probabilità, con Domenico Costantini, Feltrinelli, Milano 1982. ISBN 8807650231,
- Riflessioni critiche su Kuhn e Popper, Dedalo, Bari 1983. ISBN 8822038010
- Lineamenti di filosofia della scienza, Mondadori, Milano 1985. (Nuova edizione con una postfazione e un aggiornamento della bibliografia di Fabio Minazzi, Utet, Torino 2006. ISBN 8804269715)
- Le ragioni della scienza, con Giorello e Minazzi, Laterza, Roma-Bari 1986. ISBN 8842027677,
- La libertà, Rusconi, Milano 1988. ISBN 8818010360
- La società come milizia, a cura di Fabio Minazzi, Marcos y Marcos 1989. ISBN 8871680022 (Nuova edizione a cura di Fabio Minazzi, La Città del Sole, Napoli 2008)
- I sentimenti, Rusconi, Milano, 1989 ISBN 8818010557
- Filosofia, scienza e verità, con Evandro Agazzi e Fabio Minazzi, Rusconi, Milano, 1989. ISBN 8818010573,
- La Vienna dei paradossi. Controversie filosofiche e scientifiche nel Wiener Kreis, a cura di Mario Quaranta, Il poligrafo, Padova, 1991. ISBN 8871150171
- Dialoghi sulla pace e la libertà, con Fabio Minazzi, Cuen, Napoli, 1992.
- La ragione, con Fabio Minazzi e Carlo Sini, Piemme, Casale Monferrato, 1994.
- Attualità del Marxismo. Conferenza tenuta ad Ancona il 16 Marzo 1987. Presentazione di Ruggiero Giacomini, Quaderni di Città Futura, Ancona, 2002.
- Storia e filosofia dell'analisi infinitesimale, Bollati Boringhieri, Torino, 2008. ISBN 9788833919478

## Altri riconoscimenti
Nel 1985 l'Accademia dei Lincei gli ha conferito il Premio Feltrinelli per la Filosofia.